# ナムラダイキチ
ナムラダイキチ(英: Namura Daikichi)は、日本の競走馬。金沢競馬・笠松競馬で重賞13勝を挙げている。

## 経歴

### 2歳（2010年）～3歳（2011年）
栗東トレーニングセンターの目野哲也厩舎に所属し、2010年12月5日、阪神競馬場の2歳新馬（ダート1800ｍ）でデビューし、6着に入る。中1週で挑んだ2歳未勝利を、逃げて上がり最速のタイムを出して逃げ切り2戦目で初勝利を挙げる。
3歳初戦、3歳500万下で3着に入ると、続くくすのき賞は4着となる。昇級3戦目となった3歳500万下で2番手から早め先頭に立つと1馬身1/4差をつけて1着、2勝目を飾った。次走は若葉ステークスを使われるが14着と惨敗。マーガレットステークスはブービーの17着に終わる。続く東日本大震災被災地支援競走いぶき賞は最下位の16着に終わる。なお、中央時代は全レース小林徹弥が鞍上を務めた。
その後は金沢の藤木一男厩舎に移籍。中川雅之が主戦を務め、移籍初戦となった門別町特産軟白長ネギ賞で2着に入ると、続く能登あばれ祭り特別を勝利し、移籍初勝利を挙げる。続く白山国際太鼓特別でジャングルスマイルに続く2着に入ると、重賞初挑戦となったMRO金賞をスタートで後手を踏みながらも捲っていき、アムロをクビ差交わして重賞初制覇を飾る。1.4倍の人気を集めた十万石まつり特別も勝利し連勝を飾ると、オータムスプリントカップを後続に8馬身差をつけてレコードタイムで圧勝。3連勝で重賞2勝目を手にした。さらに、いしかわ動物園ふれあいまつり特別も7馬身差をつけて勝利すると、1.1倍の断然人気を背負って挑んだサラブレッド大賞典も早め先頭から4馬身差をつけて快勝。5連勝で重賞3勝目を飾った。続く北國王冠はジャングルスマイルとの一騎打ちにクビ差敗れ2着となるが、後続に大差をつけた。畑中信司に乗り替わり、単勝元返しの1.0倍の人気を集めたのとじま水族館クリスマス特別を勝利し、中日杯ではジャングルスマイルを直線で交わして2馬身半差をつけてリベンジを果たした。

### 4歳（2012年）
3か月ぶりとなった4歳初戦、中川が調教師転向による最後の騎乗となった刀剣と槍特別を勝利する。その後は畑中が引退までの全レースに騎乗し、スプリングカップは中団から仕掛けてジャングルスマイルに2馬身差をつける快勝。お旅まつり特別、兼六園ほたるの舞特別と2戦続けて圧勝を決めると百万石賞に出走。1.1倍の人気を集めたが、逃げるジャングルスマイルを1馬身半捕えきれず2着に敗れた。次走、名舟大祭特別を半馬身差で勝利すると、にわか祭特別は後続に2.4秒もの差をつける大差で快勝した。続くイヌワシ賞は3コーナー手前で早くも独走態勢に入り、直線でさらに後続を突き離しマルヨフェニックスに8馬身差をつける圧巻の走りで優勝。勝ちタイムの2分06秒6はレコードタイムだった。ダートグレード競走初挑戦となった白山大賞典は中央馬相手にニホンピロアワーズに続く2着と健闘した。続く北國王冠は2週目向正面で先頭に立つと、あとは後続にリードを広げタートルベイに3.0秒差をつける大差で圧勝。重賞9勝目を挙げる。さらに、中日杯も早め先頭からアポロヴァンドームに2.2秒差をつける大差で連勝。重賞10勝目を飾った。なお、2戦ともに単勝1.0倍の元返しとなった。次走、名古屋に遠征した名古屋グランプリは中央馬相手に2番人気に推されたが4着に終わった。

### 5歳（2013年）
5歳初戦、4か月ぶりとなったオグリキャップ記念は2周目の向こう正面入り口で先頭に立ち、その後は一方的に差を広げ、ジャングルスマイルに1.9秒差をつけて勝利した。続く北國王冠はタートルベイに4馬身差をつけて連覇を達成した。続く百万石賞はジャングルスマイルを早めに捕らえて2.5秒差もの差をつけて圧勝した。しかし、7月に骨膜剥離を起こし、故障により長期休養に入った。

### 6歳（2014年）
11か月の長期休養を経て山中温泉菖蒲湯まつり特別で復帰、4馬身差で逃げ切り復帰初戦を勝利で飾る。連覇を狙った百万石賞はセイカアレグロに5馬身差をつけて優勝、重賞13勝目を飾った。しかし、その後は骨折をしてしまい、戦線離脱となった。

### 7歳（2015年）～8歳（2016年）
11か月ぶりの実戦となった千里浜砂像特別を勝利で飾ると、百万石賞に出走。1.1倍の人気を集めたがジャングルスマイルに2馬身半差の2着に敗れた。その後は長期休養に入り、百万石賞後は3年連続で戦線を離脱することとなる。
10か月ぶりの実戦、8歳となった大町祭り特別を5馬身差をつけて勝利、続く熊本地震被災者支援特別も勝利し連勝を飾る。4年連続出走となった百万石賞は10戦ぶりに2番人気でレースを迎え、好位からレースを進めたが4着に敗れた。金沢競馬場で33戦目にして初めて連対を外したことになる。その後、脚元の具合が思わしくなく、左前脚に小規模な剥離骨折が見つかり、年齢を考慮し引退となった。

## 引退後
引退後は日高町の新生ファームで種牡馬となったが、供用初年の2017年5月30日に死亡した。

## 競走成績
以下の内容は、netkeiba.comの情報に基づく。
| 競走日     | 競馬場 | 競走名                           | 格      | 距離（馬場）  | 頭 数 | 枠 番 | 馬 番 | オッズ （人気） | 着順 | タイム （上がり3F） | 着差 | 騎手      | 斤量 [kg] | 1着馬（2着馬）         | 馬体重 [kg] |
| ---------- | ------ | -------------------------------- | ------- | ------------- | ----- | ----- | ----- | --------------- | ---- | ------------------- | ---- | --------- | --------- | ---------------------- | ----------- |
| 2010.12.05 | 阪神   | 2歳新馬                          |         | ダ1800m（稍） | 10    | 6     | 6     | 080.40（9人)    | 06着 | R1:55.8（38.8）     | -1.7 | 0小林徹弥 | 55        | ムスカテール           | 492         |
| 0000.12.19 | 阪神   | 2歳未勝利                        |         | ダ1800m（良） | 11    | 8     | 10    | 011.70（6人)    | 01着 | R1:55.5（38.5）     | -0.4 | 0小林徹弥 | 55        | （キングオブフェイス） | 490         |
| 2011.01.10 | 京都   | 3歳500万下                       |         | ダ1800m（良） | 12    | 5     | 7     | 030.80（8人)    | 03着 | R1:56.2（36.9）     | -0.4 | 0小林徹弥 | 56        | トレンドハンター       | 494         |
| 0000.01.30 | 小倉   | くすのき賞                       | 500万下 | ダ1700m（良） | 10    | 5     | 5     | 010.90（2人)    | 04着 | R1:47.9（38.9）     | -0.2 | 0小林徹弥 | 56        | ウルトラカイザー       | 492         |
| 0000.02.20 | 京都   | 3歳500万下                       |         | ダ1800m（稍） | 13    | 8     | 12    | 011.20（5人)    | 01着 | R1:53.9（37.5）     | -0.2 | 0小林徹弥 | 56        | （スカイスクレイパー） | 498         |
| 0000.03.20 | 阪神   | 若葉S                            | OP      | 芝2000m（良） | 16    | 7     | 14    | 199.8（14人)    | 14着 | R2:01.7（37.7）     | -2.6 | 0小林徹弥 | 56        | ダノンミル             | 500         |
| 0000.04.03 | 阪神   | マーガレットS                    | OP      | 芝1400m（良） | 18    | 7     | 13    | 308.1（17人)    | 17着 | R1:23.0（35.2）     | -2.2 | 0小林徹弥 | 56        | クリアンサス           | 500         |
| 0000.05.01 | 京都   | いぶき賞                         | OP      | ダ1800m（稍） | 16    | 2     | 3     | 081.3（11人)    | 16着 | R1:54.6（39.3）     | -2.9 | 0小林徹弥 | 56        | グレープブランデー     | 504         |
| 0000.06.19 | 金沢   | 門別町特産軟白長ネギ賞           | A2      | ダ1900m（良） | 10    | 2     | 2     | 002.40（2人）   | 02着 | R2:04.6（38.5）     | -1.1 | 0中川雅之 | 56        | マイネルトラヴェル     | 498         |
| 0000.07.03 | 金沢   | 能登あばれ祭り特別               | A1      | ダ1700m（良） | 10    | 8     | 11    | 004.00（4人）   | 01着 | R1:49.1（39.3）     | -0.2 | 0中川雅之 | 56        | （ゴールデンライフ）   | 494         |
| 0000.07.17 | 金沢   | 白山国際太鼓特別                 | A1      | ダ1400m（良） | 8     | 5     | 5     | 003.90（2人）   | 02着 | R1:28.9（38.4）     | -1.2 | 0中川雅之 | 56        | ジャングルスマイル     | 488         |
| 0000.08.09 | 金沢   | MRO金賞                          | 重賞    | ダ1700m（良） | 12    | 3     | 3     | 002.90（2人）   | 01着 | R1:49.1（37.8）     | -0.1 | 0中川雅之 | 56        | （アムロ）             | 490         |
| 0000.08.30 | 金沢   | 十万石まつり特別                 | A1      | ダ1700m（良） | 8     | 5     | 5     | 001.40（1人）   | 01着 | R1:49.6（39.0）     | -0.4 | 0中川雅之 | 56        | （ヒカルハナミチ）     | 493         |
| 0000.09.18 | 金沢   | オータムスプリントC              | 重賞    | ダ1400m（重） | 9     | 5     | 5     | 013.00（4人)    | 01着 | R1:26.4（37.3）     | -1.6 | 0中川雅之 | 54        | （ジャングルスマイル） | 492         |
| 0000.10.02 | 金沢   | いしかわ動物園ふれあいまつり特別 | A2      | ダ1700m（稍） | 11    | 7     | 9     | 001.10（1人）   | 01着 | R1:48.0（38.4）     | -1.4 | 0中川雅之 | 57        | （マーベラスキング）   | 497         |
| 0000.10.25 | 金沢   | サラブレッド大賞典               | 重賞    | ダ1900m（不） | 12    | 5     | 6     | 001.10（1人）   | 01着 | R2:04.0（36.5）     | -0.9 | 0中川雅之 | 56        | （サーストンヴィンス） | 504         |
| 0000.11.13 | 金沢   | 北國王冠                         | 重賞    | ダ2600m（不） | 12    | 5     | 6     | 002.70（2人）   | 02着 | R2:50.8（40.9）     | -0.1 | 0中川雅之 | 55        | ジャングルスマイル     | 501         |
| 0000.11.27 | 金沢   | のとじま水族館クリスマス特別     | A1      | ダ1700m（重） | 10    | 6     | 6     | 001.00（1人）   | 01着 | R1:48.6（37.3）     | -1.1 | 0畑中信司 | 56        | （(ヒカルルーキー）    | 504         |
| 0000.12.11 | 金沢   | 中日杯                           | 重賞    | ダ2300m（不） | 12    | 2     | 2     | 001.60（1人）   | 01着 | R2:29.6（37.8）     | -0.5 | 0畑中信司 | 55        | （ジャングルスマイル） | 503         |
| 2012.03.18 | 金沢   | 刀剣と槍特別                     | A1      | ダ1700m（不） | 10    | 7     | 7     | 001.10（1人）   | 01着 | R1:49.0（38.5）     | -0.2 | 0中川雅之 | 57        | （ヒカルマンテンボシ） | 495         |
| 0000.04.10 | 金沢   | スプリングC                      | 重賞    | ダ2000m（良） | 9     | 8     | 9     | 001.60（1人）   | 01着 | R2:08.4（37.5）     | -0.4 | 0畑中信司 | 56        | （ジャングルスマイル） | 499         |
| 0000.05.08 | 金沢   | お旅まつり特別                   | A1      | ダ1700m（良） | 10    | 8     | 10    | 001.10（1人）   | 01着 | R1:48.0（38.0）     | -1.5 | 0畑中信司 | 57        | （コスモシェアト）     | 512         |
| 0000.06.03 | 金沢   | 兼六園ほたるの舞特別             | A1      | ダ1900m（良） | 8     | 3     | 3     | 001.20（1人）   | 01着 | R2:01.5（37.6）     | -1.7 | 0畑中信司 | 57        | （ヒカルマンテンボシ） | 517         |
| 0000.06.17 | 金沢   | 百万石賞                         | 重賞    | ダ2300m（不） | 12    | 7     | 9     | 001.10（1人）   | 02着 | R2:27.2（38.4）     | -0.3 | 0畑中信司 | 56        | ジャングルスマイル     | 508         |
| 0000.07.24 | 金沢   | 名舟大祭特別                     | A1      | ダ1700m（良） | 7     | 6     | 6     | 001.10（1人）   | 01着 | R1:49.2（36.9）     | -0.1 | 0畑中信司 | 58        | （マーベラスキング）   | 513         |
| 0000.08.21 | 金沢   | にわか祭特別                     | A1      | ダ1700m（良） | 8     | 3     | 3     | 001.10（1人）   | 01着 | R1:48.8（36.8）     | -2.4 | 0畑中信司 | 58        | （マーベラスキング）   | 512         |
| 0000.09.04 | 金沢   | イヌワシ賞                       | 重賞    | ダ2000m（不） | 10    | 8     | 9     | 001.80（1人）   | 01着 | R2:06.6（39.5）     | -1.6 | 0畑中信司 | 56        | （マルヨフェニックス） | 506         |
| 0000.09.16 | 金沢   | オータムスプリントC              | 重賞    | ダ1400m（良） | 10    | 5     | 5     | 001.00（1人）   | 01着 | R1:27.6（37.8）     | -2.2 | 0畑中信司 | 56        | （ケージーアメリカン） | 510         |
| 0000.10.02 | 金沢   | 白山大賞典                       | JpnIII  | ダ2100m（不） | 12    | 1     | 1     | 004.10（2人）   | 02着 | R2:13.8（38.3）     | -0.9 | 0畑中信司 | 54        | ニホンピロアワーズ     | 510         |
| 0000.11.11 | 金沢   | 北國王冠                         | 重賞    | ダ2600m（不） | 12    | 5     | 5     | 001.00（1人）   | 01着 | R2:50.4（39.8）     | -3.0 | 0畑中信司 | 56        | （タートルベイ）       | 519         |
| 0000.12.09 | 金沢   | 中日杯                           | 重賞    | ダ2300m（不） | 12    | 7     | 9     | 001.00（1人）   | 01着 | R2:30.6（40.4）     | -2.2 | 0畑中信司 | 56        | （アポロヴァンドーム） | 521         |
| 0000.12.24 | 名古屋 | 名古屋グランプリ                 | JpnII   | ダ2500m（重） | 11    | 6     | 7     | 003.50（2人）   | 04着 | R2:42.5（39.8）     | -2.2 | 0畑中信司 | 56        | エーシンモアオバー     | 511         |
| 2013.04.23 | 笠松   | オグリキャップ記念               | SPI     | ダ2500m（良） | 10    | 2     | 2     | 001.20（1人）   | 01着 | R2:41.3（37.3）     | -1.9 | 0畑中信司 | 56        | （ジャングルスマイル） | 508         |
| 0000.05.05 | 金沢   | 北國王冠                         | 重賞    | ダ2300m（良） | 11    | 8     | 11    | 001.10（1人）   | 01着 | R2:32.8（41.7）     | -0.8 | 0畑中信司 | 56        | （タートルベイ）       | 509         |
| 0000.06.16 | 金沢   | 百万石賞                         | 重賞    | ダ2300m（良） | 12    | 7     | 10    | 001.00（1人）   | 01着 | R2:31.1（39.5）     | -2.5 | 0畑中信司 | 56        | （ジャングルスマイル） | 517         |
| 2014.05.18 | 金沢   | 山中温泉菖蒲湯まつり特別         | A1      | ダ1700m（良） | 8     | 8     | 8     | 001.50（1人）   | 01着 | R1:50.3（36.8）     | -0.9 | 0畑中信司 | 56        | （セイカアレグロ）     | 502         |
| 0000.06.15 | 金沢   | 百万石賞                         | 重賞    | ダ2300m（良） | 12    | 7     | 9     | 001.00（1人）   | 01着 | R2:31.6（40.1）     | -1.0 | 0畑中信司 | 56        | （セイカアレグロ）     | 508         |
| 2015.05.19 | 金沢   | 千里浜砂像特別                   | A1      | ダ1900m（不） | 9     | 7     | 7     | 001.30（1人）   | 01着 | R2:02.0（39.4）     | -0.0 | 0畑中信司 | 56        | （セイカアレグロ）     | 504         |
| 0000.06.14 | 金沢   | 百万石賞                         | 重賞    | ダ2300m（良） | 12    | 2     | 2     | 001.10（1人）   | 02着 | R2:32.1（38.8）     | -0.5 | 0畑中信司 | 56        | ジャングルスマイル     | 504         |
| 2016.04.26 | 金沢   | 大町祭り特別                     | A3      | ダ1400m（良） | 10    | 8     | 10    | 001.20（1人）   | 01着 | R1:30.6（37.7）     | -1.0 | 0畑中信司 | 56        | （シンカンイチコ）     | 504         |
| 0000.05.15 | 金沢   | 熊本地震被災者支援特別           | A2      | ダ1900m（良） | 9     | 2     | 2     | 001.10（1人）   | 01着 | R2:08.6（38.0）     | -0.8 | 0畑中信司 | 56        | （コスモマイギフト）   | 507         |
| 0000.06.12 | 金沢   | 百万石賞                         | 重賞    | ダ2100m（良） | 9     | 1     | 1     | 003.00（2人）   | 04着 | R2:21.2（40.5）     | -0.8 | 0畑中信司 | 57        | ジャングルスマイル     | 502         |

- タイム欄のRはレコード勝ちを示す。

## 血統表
| ナムラダイキチの血統          | ナムラダイキチの血統                                                       | ナムラダイキチの血統                                                       | （血統表の出典）                                                           | （血統表の出典） |
| 父系                          | サンデーサイレンス系                                                       | サンデーサイレンス系                                                       | サンデーサイレンス系                                                       | [ § 2 ]          |
| 父 スパイキュール 2000 黒鹿毛 | 父の父*サンデーサイレンス Sunday Silence 1986 青鹿毛                       | Halo                                                                       | Hail to Reason                                                             | Hail to Reason   |
| 父 スパイキュール 2000 黒鹿毛 | 父の父*サンデーサイレンス Sunday Silence 1986 青鹿毛                       | Halo                                                                       | Cosmah                                                                     |                  |
| 父 スパイキュール 2000 黒鹿毛 | 父の父*サンデーサイレンス Sunday Silence 1986 青鹿毛                       | Wishing Well                                                               | Understanding                                                              | Understanding    |
| 父 スパイキュール 2000 黒鹿毛 | 父の父*サンデーサイレンス Sunday Silence 1986 青鹿毛                       | Wishing Well                                                               | Mountain Flower                                                            |                  |
| 父 スパイキュール 2000 黒鹿毛 | 父の母*クラフティワイフ 1985 栗毛                                          | Crafty Prospector                                                          | Mr. Prospector                                                             | Mr. Prospector   |
| 父 スパイキュール 2000 黒鹿毛 | 父の母*クラフティワイフ 1985 栗毛                                          | Crafty Prospector                                                          | Real Crafty Lady                                                           |                  |
| 父 スパイキュール 2000 黒鹿毛 | 父の母*クラフティワイフ 1985 栗毛                                          | Wife Mistress                                                              | Secretariat                                                                | Secretariat      |
| 父 スパイキュール 2000 黒鹿毛 | 父の母*クラフティワイフ 1985 栗毛                                          | Wife Mistress                                                              | Political Payoff                                                           |                  |
| 母 ナムラビャクレン 2000 鹿毛 | 母の父*チーフベアハート Chief Bearhart 1993 栗毛                           | Chief's Crown                                                              | Danzig                                                                     | Danzig           |
| 母 ナムラビャクレン 2000 鹿毛 | 母の父*チーフベアハート Chief Bearhart 1993 栗毛                           | Chief's Crown                                                              | Six Crowns                                                                 |                  |
| 母 ナムラビャクレン 2000 鹿毛 | 母の父*チーフベアハート Chief Bearhart 1993 栗毛                           | Amelia Bearhart                                                            | Bold Hour                                                                  | Bold Hour        |
| 母 ナムラビャクレン 2000 鹿毛 | 母の父*チーフベアハート Chief Bearhart 1993 栗毛                           | Amelia Bearhart                                                            | Myrtlewood Lass                                                            |                  |
| 母 ナムラビャクレン 2000 鹿毛 | 母の母*カンブリアンヒルズ Cambrian Hills 1989 鹿毛                         | Caerleon                                                                   | Nijinsky II                                                                | Nijinsky II      |
| 母 ナムラビャクレン 2000 鹿毛 | 母の母*カンブリアンヒルズ Cambrian Hills 1989 鹿毛                         | Caerleon                                                                   | Desert Vixen                                                               |                  |
| 母 ナムラビャクレン 2000 鹿毛 | 母の母*カンブリアンヒルズ Cambrian Hills 1989 鹿毛                         | My Therape                                                                 | Jimmy Reppin                                                               | Jimmy Reppin     |
| 母 ナムラビャクレン 2000 鹿毛 | 母の母*カンブリアンヒルズ Cambrian Hills 1989 鹿毛                         | My Therape                                                                 | Howrytuar                                                                  |                  |
| 母系(F-No.)                   | (FN:8-c)                                                                   | (FN:8-c)                                                                   | (FN:8-c)                                                                   | [ § 3 ]          |
| 5代内の近親交配               | Secretariat 4×5、Gold Digger5×5、Bold Ruler5×5、Northern Dancer5･5（母内） | Secretariat 4×5、Gold Digger5×5、Bold Ruler5×5、Northern Dancer5･5（母内） | Secretariat 4×5、Gold Digger5×5、Bold Ruler5×5、Northern Dancer5･5（母内） | [ § 4 ]          |
| 出典                          | 1. 2. 3. 4.                                                                | 1. 2. 3. 4.                                                                | 1. 2. 3. 4.                                                                | 1. 2. 3. 4.      |